# آلفين سينغلتون
آلفين سينغلتون (بالإنجليزية: Alvin Singleton)‏ هو ملحن أمريكي، ولد في 28 ديسمبر 1940 في بروكلين في الولايات المتحدة.

## وصلات خارجية
- آلفين سينغلتون على موقع ميوزك برينز (الإنجليزية)